# Wilkowice (Postomino)

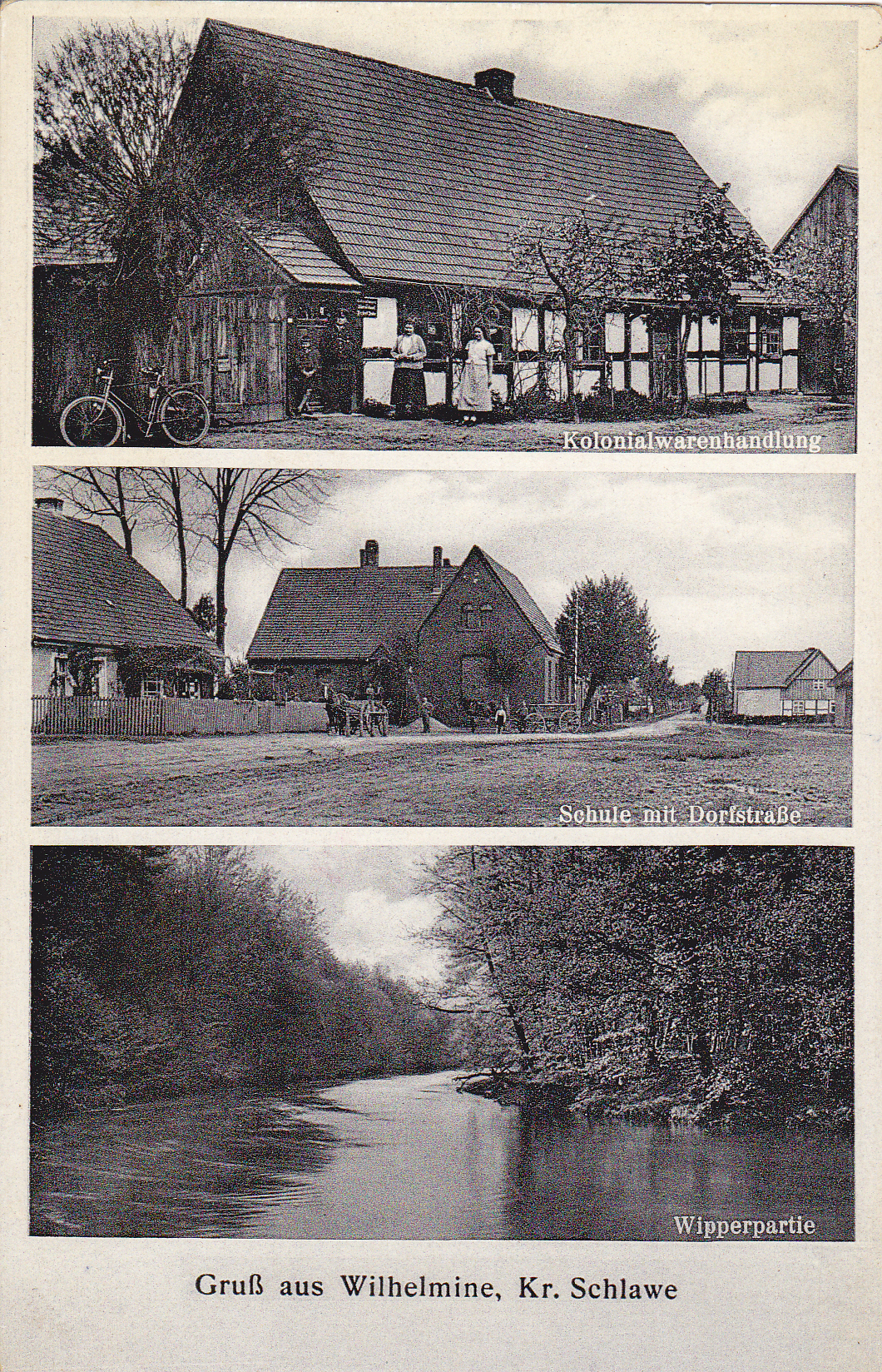
Wilhelmine, Kr. Schlawe. Postkarte aus dem frühen 20. Jahrhundert. Kolonialwarenhandlung; Schule mit Dorfstraße; Wipperpartie.

Wilkowice (deutsch Wilhelmine) ist ein Dorf in der Woiwodschaft Westpommern in Polen. Es gehört zur Gmina Postomino (Gemeinde Pustamin) im Powiat Sławieński (Schlawer Kreis).

## Geographische Lage
Das Bauerndorf Wilkowice liegt zwei Kilometer westlich von Staniewice (Stemnitz), einem Ort an der Verbindungsstraße von Sławno (Schlawe) nach Postomino (Pustamin). Bis zur Kreisstadt Sławno sind es 13, bis zu den Ostseestädten Ustka (Stolpmünde) und Darłowo (Rügenwalde) 18 bzw. 20 Kilometer.
Eine Bahnstation gibt es seit 1945 nicht mehr, nachdem die 1911 gebaute spätere Reichsbahnstrecke Schlawe–Stolpmünde mit ihrer (von Wilhelmine 1 Kilometer entfernt gelegen) Bahnstation Stemnitz demontiert wurde.
Wilkowice liegt an der Wipper (Wieprza) in einer flachen, durch Waldrodung entstandenen Landschaft auf einer Höhe von etwa 25 Metern. Nachbarorte sind: im Norden Pieńkówko (Neu Pennekow), im Osten Staniewice (Stemnitz), im Süden Tokary (Deutschrode) und Radosław (Coccejendorf) und im Westen Mazów (Meitzow).

## Ortsname
Die deutsche Bezeichnung „Wilhelmine“ erhielt das Dorf nach Wilhelmine von Preußen, der Lieblingsschwester des preußischen Königs Friedrich des Großen.

## Geschichte
Am 22. November 1273 belehnte der Camminer Bischof Hermann von Gleichen den Johanniterorden in Schlawe mit mehreren Dörfern, darunter Willekini villa, in dem die Forscher die Wüstung westlich von Stemnitz erkannten, auf der die Siedlung Wilhelmine entstand.
Die Initiative zu dieser Siedlung kam 1749 von Friedrich dem Großen, der das damalige Pommern als viel zu dünn besiedelt befand und – wie im benachbarten Coccejendorf – Siedlern aus der Pfalz, die in ihrer Heimat u. a. aus konfessionellen Gründen keine Chance hatten, hier die Möglichkeit zum Neuanfang bot. Acht Familien aus der Gegend um Zweibrücken nahmen dieses Angebot wahr und bauten sich in der sogenannten Hüttenklamm, einer etwa haushohe Schlucht hinter den Gärten des Unterdorfes, durch die ein kleiner Bach fließt, in die Hänge ihre ersten Hütten. Aus der Lehmkuhle, heute ein größerer Dorfteich, hat man den Lehm geholt und die ersten Fachwerkhäuser erstellt. Der Pfälzer Dialekt hatte sich bis 1945 erhalten, denn zwei Wilhelminer sprachen immer Wilhelminisch miteinander. Die neue Siedlung wurde dem Rügenwalder Amt zugeordnet.
Im Jahre 1818 lebten 237 Einwohner in Wilhelmine, 1871 waren es 398, und 1939 noch 355. Bis 1945 gehörte das Dorf zum Amtsbezirk Alt Schlawe, zum Standesamt Stemnitz und zum Amtsgericht Schlawe im Landkreis Schlawe i. Pom. der preußischen Provinz Pommern.
Am 7. März 1945 besetzten Truppen der Roten Armee von Meitzow (Mazów) kommend das Dorf, in dem bereits zahlreiche Flüchtlinge aus Ostpreußen Unterschlupf gefunden hatten. Am 6. November 1945 musste das Dorf gegen vier Uhr innerhalb von zehn Minuten geräumt werden. Zu Fuß wurden die Menschen bis nach Schlawe getrieben, von wo sie in Güterwagen ohne Wasser oder gar Verpflegung bis nach Scheune (heutiger Stadtteil Gumieńce von Stettin) transportiert worden. Wilhelmine ist heute ein polnisches Dorf mit dem Namen Wilkowice und ein Ortsteil der Gmina Postomino im Powiat Sławieński der Woiwodschaft Westpommern (bis 1998 Woiwodschaft Stolp).

## Ortsgliederung bis 1945
Zur Gemeinde Wilhelmine gehörte vor 1945 lediglich ein Wohnplatz:
- Coccejendorf (Forsthaus), Försterei des früheren Staatlichen Forstamtes Alt Krakow, ehemals Ziegelei, 1 Kilometer südlich des Dorfes.

## Kirche
Die Wilhelminer Bevölkerung war vor 1945 überwiegend evangelischer Konfession. Da sie aus pfälzer-reformierter Tradition stammte, kam ein- bis zweimal im Jahr der Hofprediger der Schlosskirche Stolp zu Abendmahlsfeiern in die der lutherischen Tradition zugehörenden Kirche in Stemnitz. Nach Bildung der Union im Jahre 1817 wurden die acht Wilhelminer Familien der Stemnitzer Kirchengemeinde zugeordnet, die eine Filialkirche im Kirchspiel Alt Schlawe war. Das gehörte zum Kirchenkreis Schlawe der Kirchenprovinz Pommern in der Kirche der Altpreußischen Union. Letzter deutscher Geistlicher war der 1945 von Russen erschossene Pfarrer Paul Hollatz.
Seit 1945 überwiegt in Wilkowice die römisch-katholische Konfession. Kirchort für die Bevölkerung ist weiterhin Staniewice, das – wie schon vor 1945 – zur (nun allerdings katholischen) Pfarrei Sławsko gehört. Sie liegt im Dekanat Sławno im Bistum Köslin-Kolberg der Katholischen Kirche in Polen. Hier lebende evangelische Kirchenglieder sind in das Kirchspiel Słupsk in der Diözese Pommern-Großpolen der Evangelisch-Augsburgischen Kirche in Polen integriert.

## Schule
In Wilhelmine gab es bis 1945 eine einklassige Volksschule, in der über 40 Kinder unterrichtet wurden. Die letzten beiden deutschen Schulleiter waren die Lehrer Mahnke und Christoffer.